# بندقية عديمة الارتداد
بندقية عديمة الارتداد (في حالة السبطانة المحلزنة)، أو قاذف عديم الارتداد (في حالة السبطانة الملساء)، وتٌختصر أحياناً إلى «RR» أو «RCL» من اسمها في الإنجليزية (Recoilless rifle, ReCoilLess) هي نوع من أسلحة المدفعية خفيفة الوزن أو قاذف محمول على الكتف مصمم لإطلاق شكل من أشكال الكتلة المضادة مثل الغاز المدفوع من مؤخرة السلاح في لحظة إطلاق النار، مما يخلق قوة دفع أمامية يكبحها معظم ارتداد السلاح.